# Joanna Garcia
Joanna Lynne Garcia (Tampa, Florida; 10 de agosto de 1979) es una actriz estadounidense, reconocida por su papel como Mia Putney en la comedia de situación Better with You.

## Biografía
Garcia es de origen cubano por parte paterna y española por parte materna. Empezó a actuar a los diez años, como protagonista de una producción teatral local. Cursando secundaria fue descubierta por un representante de Nickelodeon, cadena que la trasladó a Montreal (Canadá), donde protagonizó durante dos años la serie Are You Afraid of the Dark?. Tras estudiar un año en la Universidad de Florida se mudó a Hollywood y comenzó su andadura en el cine y la televisión. 
Entre otras producciones, participó como invitada en series como Party of Five, What I Like About You, Off Centre o How I Met Your Mother. Tuvo un personaje fijo en Reba de 2001 a 2007, y en 2008 protagonizó Privileged. Posteriormente actuó en cuatro episodios de Gossip Girl. Es protagonista de la serie Sweet Magnolias de Netflix como Maddie Townsend, serie que fue renovada para su tercera temporada en mayo de 2022. 
Su esposo, Nick Swisher, juega de defensa en los Cleveland Indians ocupando la posición de jardinero izquierdo.

## Trabajos

### Cine
- American Pie 2 (2001)
- Not Another Teen Movie (2001)
- A-List (2006)
- Extreme Movie (2008)
- Revenge of the Bridesmaids (2009)
- The Internship (2013)
- Fist Fight (2017)
- As luck would have it (2021)

### Televisión
- Clarissa Explains It All (1992)
- SeaQuest DSV (1994)
- Are You Afraid of the Dark? (1994-1996)
- Step by Step (1996)
- Love's Deadly Triangle: The Texas Cadet Murder (TV Movie) (1997)
- Second Noah (1996-1997)
- From the Earth to the Moon (1998)
- Any Day Now (1998)
- Party of Five (1998)
- Dawson's Creek (1999)
- Pacific Blue (1999)
- Providence (1999)
- CI5: The New Professionals (1999)
- Freaks and Geeks (2000)
- Opposite Sex (2000)
- Freedom (2000)
- Boston Public (2000)
- Go Fish (2000)
- Going to California (2001)
- Off Centre (2001)
- What I Like About You (2001) como Fiona en Three little Words
- Padre de familia (2001)
- The Initiation of Sarah (TV Movie) (2006)
- Reba (2001-2007)
- Welcome to the Captain (2008)
- A Very Merry Daughter of the Bride (TV Movie) (2008)
- Untitled Family Pilot (TV Movie) (2009)
- Privileged (2008-2009)
- Gossip Girl (2009)
- How I Met Your Mother (2009) Maggie Wilks
- Revenge of the Bridesmaids (TV Movie) (2010)
- Better with You (2010-2011)
- Los Pingüinos de Madagascar - Shawna (voz) (2011)
- Once Upon a Time - Ariel, la Sirenita (2013-2018)
- Sweet Magnolias (2020-presente) como Maddie Townsend